# آبی و سفید (اتحاد سیاسی)
آبی و سفید (عبری: כחול לבן‎) یک حزب سیاسی در اسرائیل است که برای رقابت در انتخابات سراسری اسرائیل تشکیل شد. این اتحاد خود را یک حزب سیاسی تکثرگرا و میانه تعریف کرده است که همه بخش های طیف سیاسی و مذهبی اسرائیل را دربرمی گیرد. نام این اتحاد از رنگ های پرچم اسرائیل برگرفته شده است. رهبران این اتحاد بنی گانتس و یائیر لاپید هستند و جمعی از نظامیان سیاستمدار اسرائیلی از جمله موشه یعلون و گبی اشکنازی آنها را همراهی می کنند. در انتخابات سراسری اسرائیل در آوریل ۲۰۱۹ موفق به کسب ۳۵ کرسی کنست شد.